# Skælingsfjall
Skælingsfjall è una montagna alta 767 metri sul mare situata sull'isola di Streymoy, la maggiore dell'arcipelago delle Isole Fær Øer, in Danimarca.
È la diciannovesima montagna, per altezza, dell'intero arcipelago, e la quarta, sempre per altezza, dell'isola.

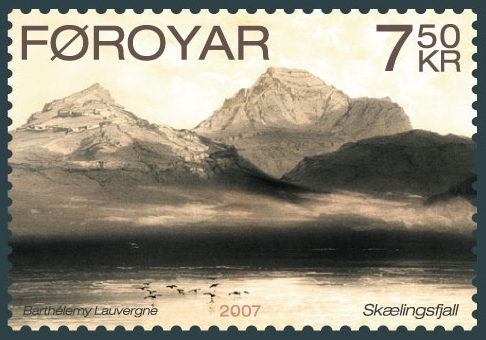
Litografia del 1839 raffigurante il monte Skælingsfjall (767 m) a destra, e il monte Sátan (621 m) a sinistra